# Хлопов, Максим Юрьевич
Хлопов Максим Юрьевич — доктор физико-математических наук. Профессор. Руководитель отдела космомикрофизики кафедры № 40 (Физики элементарных частиц) НИЯУ МИФИ и главный научный сотрудник НИИ Физики ЮФУ.

## Биография
Родился в Москве 5 сентября 1951 Отец, Юрий Хлопов, профессор технических наук. Мать, Лариса Солнцева, профессор театральных искусств. Окончив среднюю школу с золотой медалью в 1968 поступил в Московский физико-технический институт (МФТИ).
В 1974 с отличием окончил МФТИ и был принят в аспирантуру МФТИ, которую окончил в 1977 году, успешно защитил диссертацию кандидата физико-математических наук на тему «Физические и астрофизические эффекты слабых взаимодействий» и получил диплом кандидата наук в 1978 году.
В 1977 Хлопов вошел в исследовательскую группу Я. Зельдовича и с тех пор по 2004 год работал в Институте прикладной математики (ИПМ) бывшего АН СССР (АН СССР) — сейчас Российской академии наук (РАН). В 1983 году он был награждён дипломом АН СССР для молодых учёных за сбор данных на тему: «Слабые взаимодействия в астрофизике».
В 1986 Хлопов успешно защитил диссертацию доктора физико-математических наук на тему астрофизических эффектов сверхслабых взаимодействий и получил диплом доктора наук. Название докторской диссертации: «Астрофизические проявления сверхслабых взаимодействий элементарных частиц».
В 1987—1990 Хлопов был приглашен в Специальную астрофизическую обсерваторию СССР (САО), расположенную в Архызе на Северном Кавказе, на должность главного теоретика-исследователя.
В 1988—1990 годах был членом Научного совета САО, где он был ответственен за комитет по перспективным исследованиям и международным отношениям. В 1987—1990 Хлопов был председателем научного семинара САО на тему физики космических частиц.
В 1987—1988 году он дал в САО 20-часовой курс лекций по физике космических частиц для астрономов. В 1988—1990 годах был руководителем временной исследовательской группы САО по физике космических частиц.
В 1989—1992 годы он был учёным секретарем основанного A. Д. Сахаровым Научного совета АН СССР по комплексной проблеме «Космология и микрофизика» при Президиуме АН СССР. С 1990 года занимал в ИПМ пост главного теоретика-исследователя. Он является председателем научного семинара ИПМ по физике космических частиц.
С 1991 года Хлопов является профессором Московского инженерно-физического института, где он ежегодно один семестр преподает курс «Введение в физику космических частиц» для студентов пятого курса, изучающих экспериментальную физику высоких энергий. Он руководит специализацией «Космология и физика элементарных частиц» и является руководителем студентов и аспирантов, специализирующихся а данной области. Он является автором 8 учебников по физике и космологии частиц.
В 1992 году Хлопов принимает активное участие в создании Центра физики космических частиц (ПГУ) «Cosmion» на базе Института прикладной математики РАН при поддержке Российского Министерства науки и технической политики. С момента основания ПГУ «Cosmion» он занимает должность директора по национальной и международной научной политике.
С 1996 года он также является председателем Научного координационного комитета ПГУ. В 1992 году Хлопов стал научным координатором Национального проекта «Физики космических частиц», который в 1993—2001 гг являлся базой соответствующей секции русского ФЦП "Астрономия. Фундаментальные космические исследования ". В 2002—2004 годах этот проект был выполнен в рамках государственного контракта с Министерством промышленности, науки и технологий Российской Федерации.
В 1992—1999 он был членом бюро В.Рубакова в Научном совете РАН по космологии и физике элементарных частиц. В 1993—2001 гг Хлопов был членом комитета российской ФЦП по астрономии и фундаментальным космическим исследованиям. С 1993 года постоянно избирается членом Президиума Российского Гравитационного общества (РГО).
В 1989—1992 гг Хлопов был научным координатором международного проекта «ASTROBELIX», соединивших астрономов САО и физиков, проведящих эксперимент «Обеликс» по исследованию астрочастиц.
В 1993—1999 Хлопов был научным координатором Международных исследований темных астрочастиц, разлагающих и уничтожающих материю во Вселенной (проекта «ASTRODAMUS»), выполненных в рамках высоко приоритетного русско-итальянского соглашения о научном сотрудничестве. В рамках этой программы Хлопов ежегодно читал в 1993—1997 гг. курсы лекций «Введение в физику космических частиц» для аспирантов Университета Триеста.
В 1996—2001 Хлопов был научным координатором международного проекта «Cosmion-ETHZ», выполненного в рамках контракта с ETHZ (Швейцария), чтобы показать физические аспекты космических частиц для эксперимента «AMS».
В 1997—1999 Хлопов был научным координатором международного проекта «Eurocos-AMS», выполненного в рамках контракта с ECT (Италия), чтобы показать физические аспекты космических частиц для эксперимента «AMS».
В 1995—1999 годах Хлопов был членом бюро И.Халатникова в Научном совете РАН по релятивистской астрофизике и гравитации. Как член Научного Оргкомитета, он принимал участие в организации российского участия в работе международной конференции «Очень ранней Вселенной» в Гаэте (Италия) с июля по август 1995 года.
С 1995 Хлопов является членом Научной редколлегии нового журнала «Гравитация и космология», публикующегося RGS.
С 1999 Хлопов является членом Астрономического совета РАН, отвечая за координацию исследований в космологии и физики элементарных частиц.
В 2000—2005 годах исследования Хлопова отмечены Государственной стипендии за поддержку русской научной школы И. М. Халатникова-А. А. Старобинского.
На базе «Cosmion», начиная с 1994 г.,он организовал и проводил ежемесячные семинары по физике астрочастиц, которые являются дополнительной эффективной формой координации научной деятельности более 40 научных групп из более чем 20 российских институтов. А также он возглавляет Координационный научный совет этого проекта. На базе «Cosmion» при поддержке российского Министерства науки и технической политики и Российского фонда фундаментальных исследований ,Хлопов организует, в качестве председателя национального организационного комитета по научной организации, работу 1-й Международной конференции по физике астрочастиц «Cosmion-94», посвященный 80-летию Я.Зельдовича, и 5-го Мемориала А,Сахарова, состоявщихся в Москве 4-14 декабря 1994 г. Он был главным редактором сборника положений этой конференции, опубликованные в Editions Frontieres в 1996 году.
В 2002—2004 годах Хлопов занимал двухгодичную должность MIUR (Итальянское министерство образования, университетов и исследований) полного профессора физического факультета 1-го Римского университета «La Sapienza» и вел исследовательский проект "Физика астрочастиц космических лучей и CMB ". Он читал курсы лекций «Введение в физику космических частиц» и «Физика изначальной Вселенной» для аспирантов 1-го, 2-го и 3-го Римских университетов.
В 2005—2006 Хлопов занимал должности приглашенного специалиста в INFN Сектора Лечче (Италия), Центре исследований очень низких температур (CRTBT, Гренобль, Франция), лаборатории субъядерной физики и космологии (LPSC, Гренобль, Франция). С 2007 года, сохранив свои должности в МИФИ и «Cosmion», он отвечает за проект Виртуального института физики и астрофизики, на основе APC-лаборатории в CNRS(Франция).
С 2018 года Хлопов занимает должность главного научного сотрудника НИИ Физики ЮФУ, где осуществляет научное руководство проектом РНФ «Космомикрофизические исследования различных типов расширения Стандартной Модели на основе ограничений на природу скрытой массы Вселенной из данных физики и астрофизики высоких энергий» и лабораторией космомикрофизических исследований структуры и динамики Галактики.
С 1980 года по настоящее время является участником свыше 70 мероприятий и семинаров.
Хлопов является автором 24 книг, учебников и глав в книгах. Среди них монографии "Космомикрофизика"опубликованная в 1999 году в World Scientific, «Космологическая картина микромира инфляционной Вселенной», опубликованная в 2004 году в Kluwer Academic Publishers (295pp.), «Основы космомикрофизики», опубликованная в 2004 году Едиториал УРСС и «Фундаментальные основы космомикрофизики», опубликованная в 2012 году совместно
Cambridge International Science Publications и Springer.

## Область научных исследований
Космомикрофизика, скрытая масса, первичные черные дыры, физика элементарных частиц

## Учебные курсы
Введение в космомикрофизику
Космомикрофизика

## Публикации
Космомикрофизика / М. Ю. Хлопов. — 2-е изд., существ. перераб. — Москва : УРСС, 2003. — 109 с. : ил. — ISBN 5-354-00288-5
Основы космомикрофизики / М. Ю. Хлопов ; Моск. инженер.-физ. ин-т, Науч.-учеб. центр по космомикрофизике «Космион», Dipartimento di fisica Univ. degli studi di Roma «La Sapiensa». — Москва : Едиториал УРСС, 2004. — 366 с. : ил. ; 22 см. — Библиогр.: с. 351—366. — 1000 экз. — ISBN 5-354-00291-5
Космомикрофизика / М. Ю. Хлопов. — Изд. 3-е. — Москва : URSS : Либроком, 2012. — 108,[1] с. : ил. — Библиогр.: с. 110. — ISBN 978-5-03432-6
Драма идей в познании природы. Частицы, поля, заряды / Я. Б. Зельдович, М. Ю. Хлопов. — Изд. 2-е. — Москва : URSS : ЛЕНАНД, [2014]. — ISBN 978-5-9710-1111-8